# Global Trade Item Number
Global Trade Item Number (GTIN) è un insieme di identificatori di prodotto per lo scambio di merci sviluppati da GS1. Questi identificatori sono utilizzati per identificare in modo univoco ed universale un determinato prodotto in un database, che può appartenere a un rivenditore, ente produttore, collezionista, ricercatore, o di altro tipo. L'unicità e l'universalità dell'identificatore è utile per identificare il prodotto tra database diversi e viene garantita da GS1 (rappresentata da GS1 Italy in Italia). Il GTIN può essere memorizzato in codici a barre o RFID. GTIN può avere una lunghezza di 8, 12, 13 o 14 cifre, assumendo rispettivamente i nomi di GTIN-8, GTIN-12, GTIN-13, GTIN-14.
Ciascuna di queste quattro strutture è costruita in modo simile e comprende:
- un prefisso aziendale
- un identificatore di articoli
- un codice di controllo
- GTIN-14 aggiunge un altro componente, l'indicatore digitale, che può essere 1-8

Ciascun GTIN ha degli utilizzi specifici:
- GTIN-8 può essere codificato in un codice a barre EAN-8 o GS1 DataBar
- GTIN-12 può essere utilizzato in UPC-A, ITF-14, GS1-128 o GS1 DataBar
- GTIN-13 possono essere codificati in un codice a barre EAN-13, ITF-14, GS1-128 o GS1 DataBar
- GTIN-14 possono essere codificati in un codice a barre ITF-14, GS1-128 o GS1 DataBar

La scelta del codice a barre dipende dall'applicazione; ad esempio, gli elementi per essere venduti in un esercizio al dettaglio devono essere contrassegnati con i codici a barre EAN-8, EAN-13, UPC-A, UPC-E o GS1 DataBar oppure per i medicinali veterinari venduti in Italia GS1-128 o GS1-Data Matrix.